# Cmentarz polskokatolicki w Tarchominie
Cmentarz polskokatolicki w Tarchominie – polskokatolicki cmentarz położony na osiedlu Tarchomin w warszawskiej dzielnicy Białołęka. Obecnie cmentarz ten stanowi część cmentarza na Tarchominie.

## Historia
Cmentarz polskokatolicki na Tarchominie powstał w połowie lat 30. XX wieku. Wtedy to w znajdującej się w tym rejonie parafii rzymskokatolickiej pw. św. Jakuba nastąpił rozłam, w wyniku którego duża część wiernych przeszła do Polskiego Narodowego Kościoła Katolickiego, tworząc parafię pw. Dobrego Pasterza, znajdującą się przy ul. Modlińskiej 205a. Przy istniejącym na tym terenie cmentarzu rzymskokatolickim, założono dodatkową nekropolię, która obsługiwała młodą wspólnotę religijną. Polskokatolicy przestali na nim chować swych zmarłych w 1950. Cmentarz znajduje się na trójkątnej działce sąsiadującej z rzymskokatolickim cmentarzem w Tarchominie, z którym od lat 50.  XX w. stanowi jedną całość.
W 1956 wyznawcy tego kościoła wybudowali na Cmentarzu Komunalnym Powązki kaplicę pod wezwaniem Matki Bożej Nieustającej Pomocy, wokół której obecnie są grzebani członkowie tego odłamu katolicyzmu.